# Ilha da Feitoria
Ilha da Feitoria är en ö i Brasilien.   Den ligger i delstaten Rio Grande do Sul, i den södra delen av landet, 1 800 km söder om huvudstaden Brasília.